# Staafkerk van Borgund

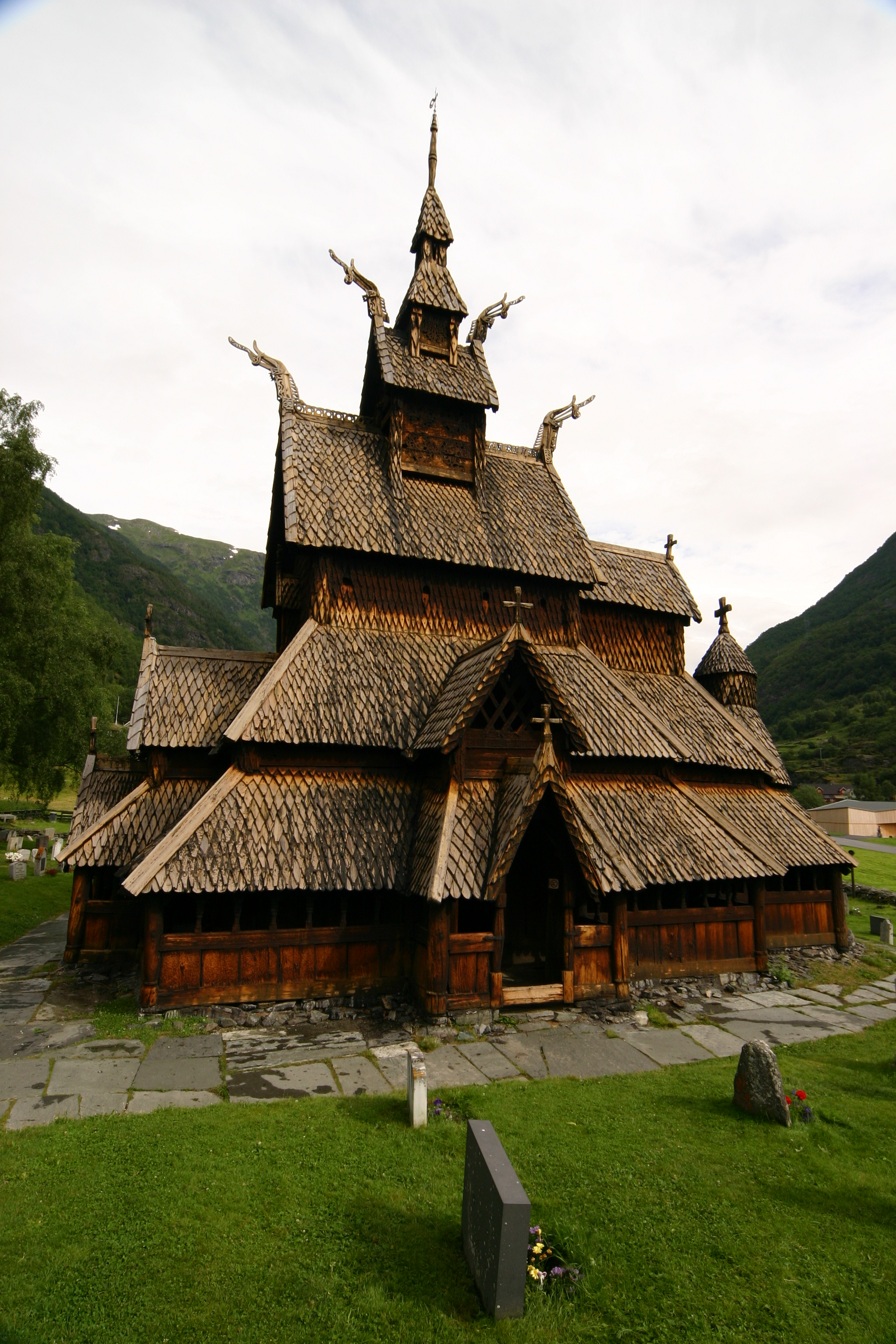
De kerk in 2005

De staafkerk van Borgund staat in het plaatsje Borgund (Sogn og Fjordane, Noorwegen). Deze houten staafkerk is gewijd aan Sint Andreas. De in de constructie gebruikte Andreaskruisen zijn naar deze heilige vernoemd. De kerk is waarschijnlijk rond 1150 gebouwd. Daarbij heeft hij vermoedelijk een eerdere kerk vervangen. Tijdens archeologisch onderzoek zijn onder de vloer resten gevonden van een oudere kerk of een heidense tempel.
De staafkerk van Borgund is de bekendste van de 28 staafkerken die in Noorwegen te vinden zijn. Dit omdat deze zijn middeleeuwse karakter heeft behouden. Er zijn sinds de bouw nauwelijks aanpassingen aan gedaan. Deze kerk is tevens een van de grootste overgebleven staafkerken.

## Bouwwerk
De kerk bestaat uit een middenschip, koor en een apsis. De kerk is gebouwd met 16 staanders (staven). De twee ingangen die de kerk rijk is zijn rijkelijk versierd met houtsnijwerk. De staafkerk heeft een middeleeuwse houten vloer waaronder in de begintijd nog enige mensen zijn begraven. De oorspronkelijke ramen zijn klein en rond. Deze ramen worden ossenogen genoemd. In 1686 is er aan de westkant nog een raam ingezet. De muren van de kerk bevat vele runeninscripties zoals "Ave Maria", "Tor sneed deze runen op de avond van Sint Olaf". Ook is er een middeleeuwse Talkstenen doopvont te vinden. Rondom de kerk loopt een overdekte galerij. Het dak is versierd met 16 drakenhoofden.
De klokkentoren, die los van de kerk staat, heeft een ongebruikelijke taps toelopende staafkerkconstructie en stamt ook uit de Middeleeuwen.

## Geschiedenis
Uit dendrochronologisch onderzoek is gebleken dat het hout dat voor de bouw gebruikt is, gekapt moet zijn in de winter van 1180 op 1181. De kerk wordt voor het eerst beschreven in 1342.
In de 14e eeuw werd het priesterkoor en de apsis aan het gebouw toegevoegd. In de 19de eeuw zijn de deuren aangepast zodat ze naar buiten open gaan. Dit was een maatregel naar aanleiding van de kerkbrand in Grue in 1822. Hierdoor konden de mensen sneller naar buiten in geval van een brand.
Tot aan 1868 was de kerk in gebruik. In dat jaar werd een nieuwe kerk in Borgund in gebruik genomen. In 1877 werd de staafkerk ondergebracht in een stichting voor monumentenzorg en werd het een museum.
In 1969 en 1986 is archeologisch onderzoek gedaan op het terrein.

## Trivia
- In Rapid City in South Dakota (USA) staat een replica van deze kerk.
- Koningin Wilhelmina schrijft over haar bezoek aan deze kerk in haar autobiografie Eenzaam maar niet alleen.

## Fotogalerij

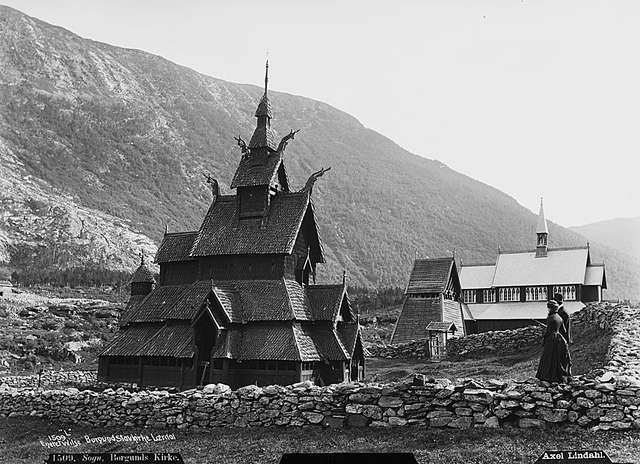
Borgund (1880-1890)
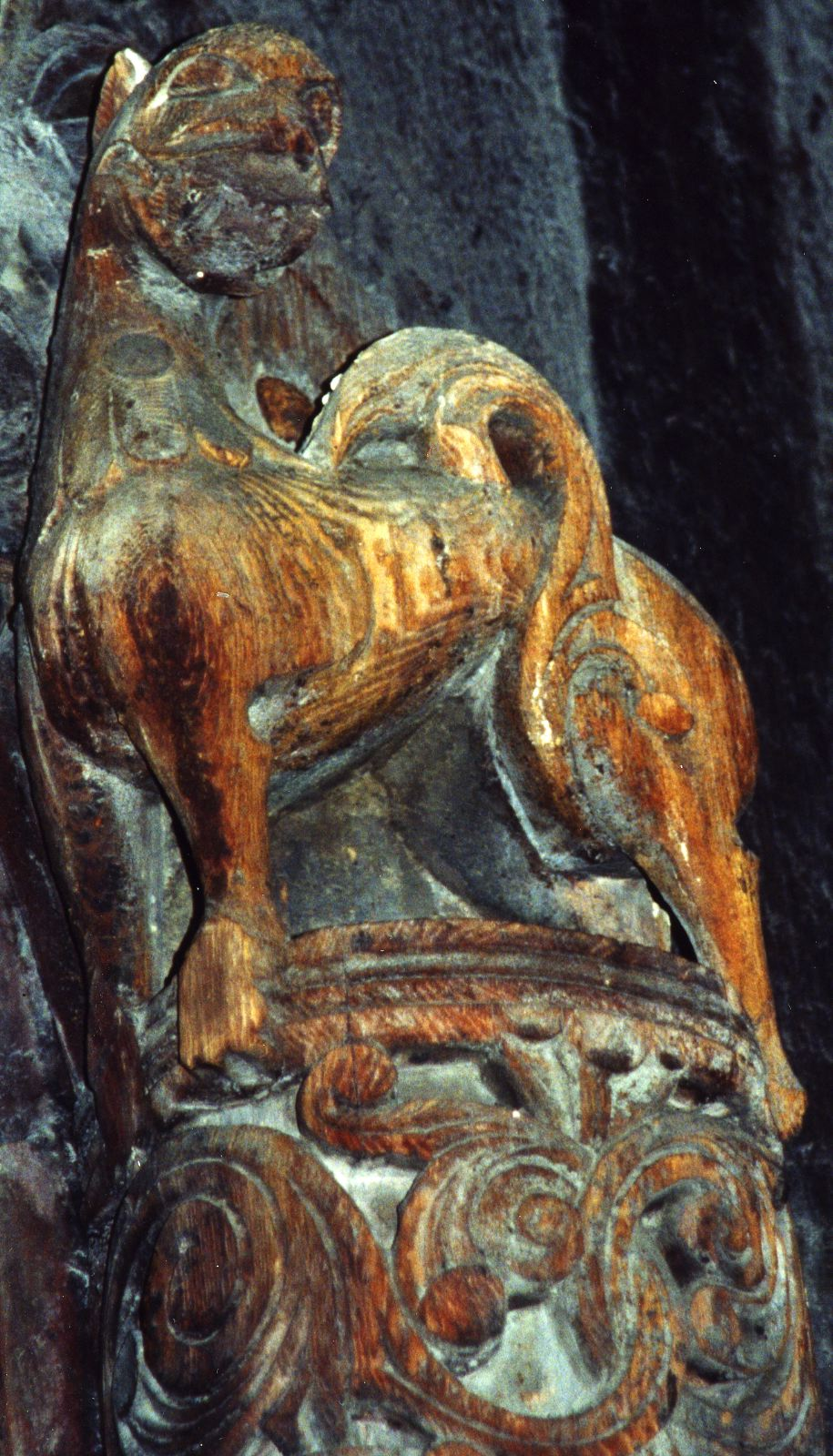
Houten ornamenten
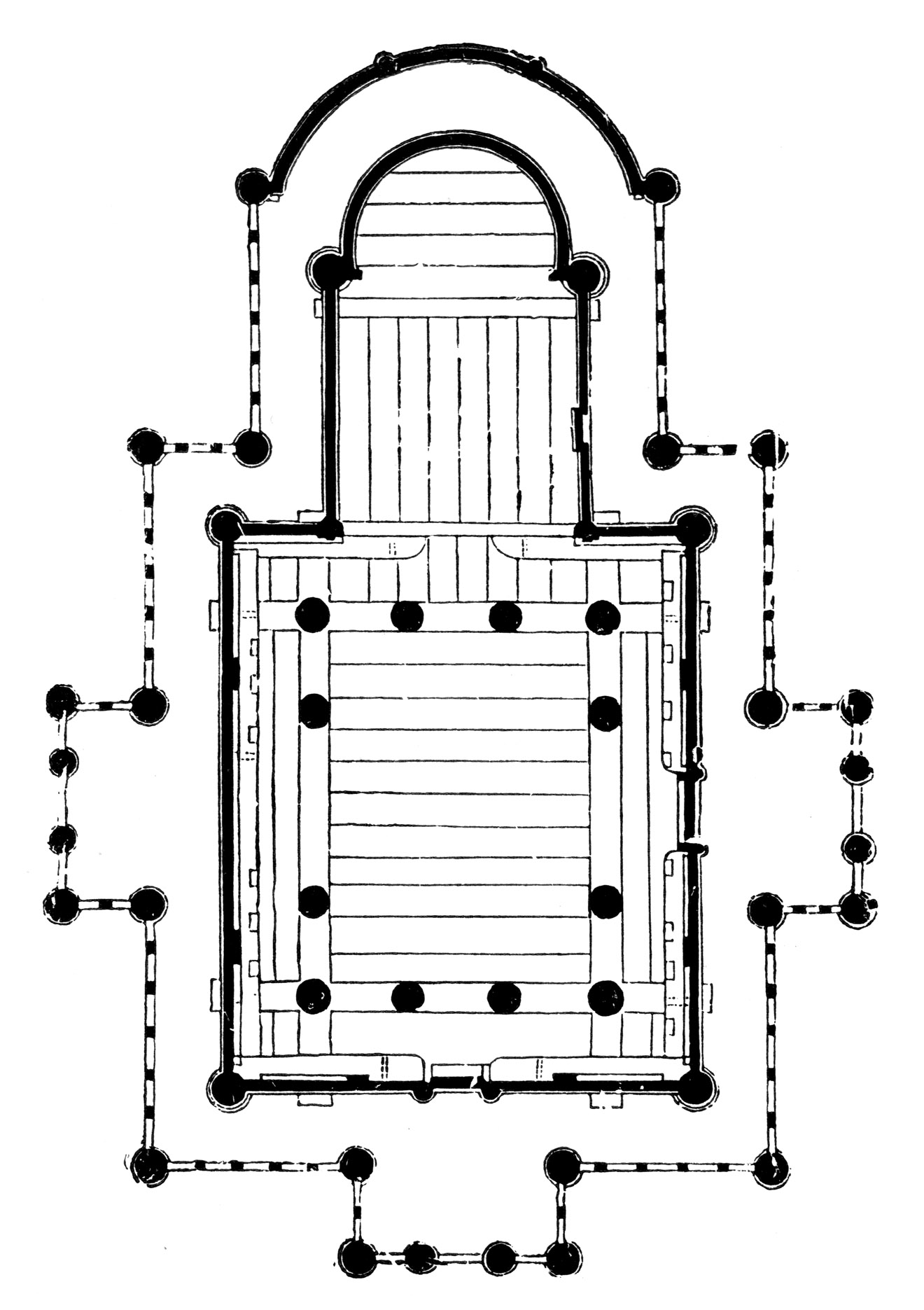
Het grondplan
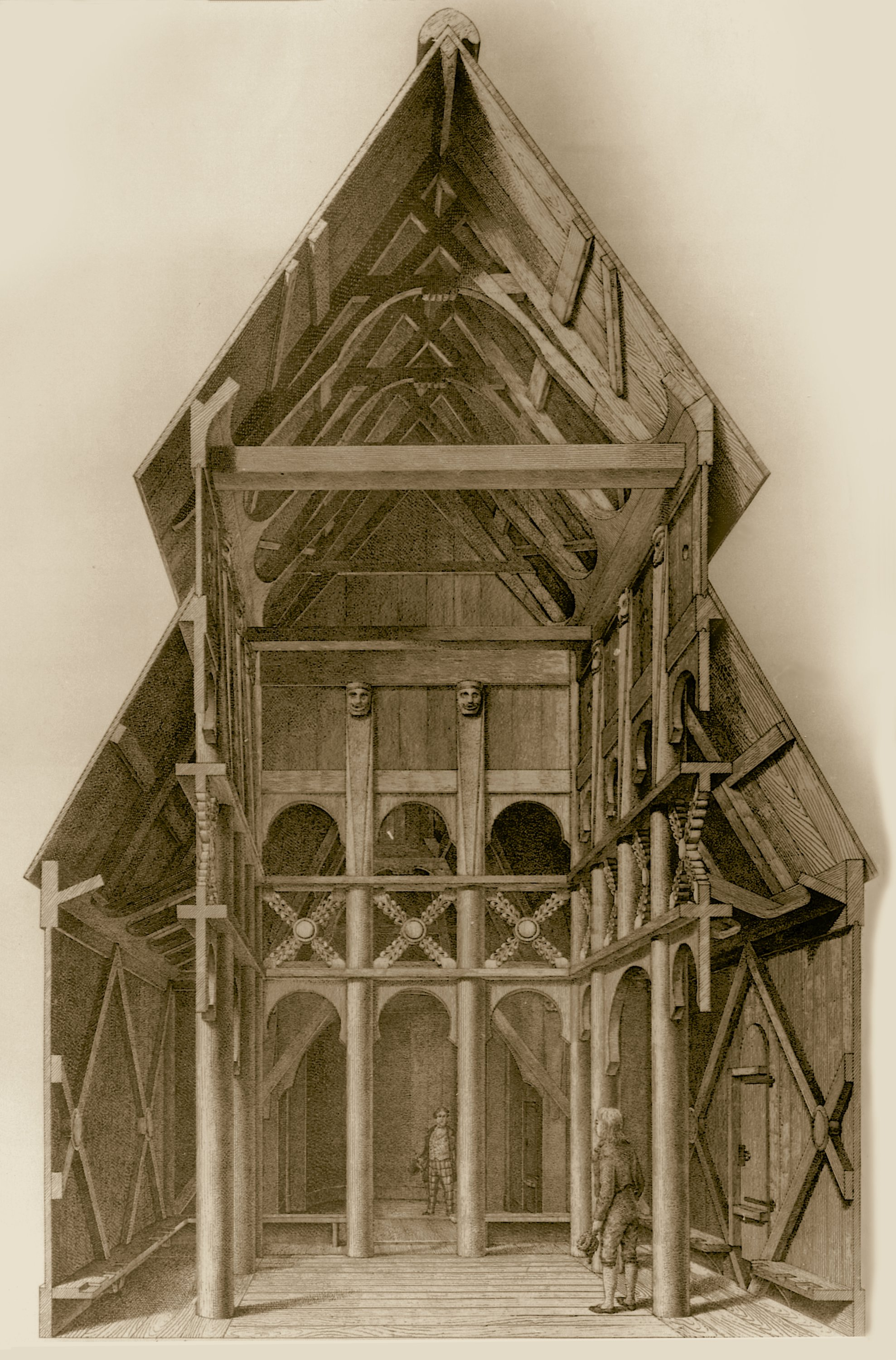
Dwarsdoorsnede